# М'ята
М'я́та (Mentha) — рід рослин родини глухокропивових. Усі види (згідно з Plants of the World Online 24 види) дуже запашні, більшість з них містить багато ментолу. 
Рослини роду м'ята суттєво різняться за хімічним складом утворених при метаболізмі летких речовин — метаболітів, так званих ЛАР. Це проявляється в різному запаху, та у відмінному складі ефірних олій.
М'ята є поширеною складовою у багатьох продуктах харчування та напоях, починаючи від чаю та алкогольних напоїв до соусів, салатів і солодких страв.

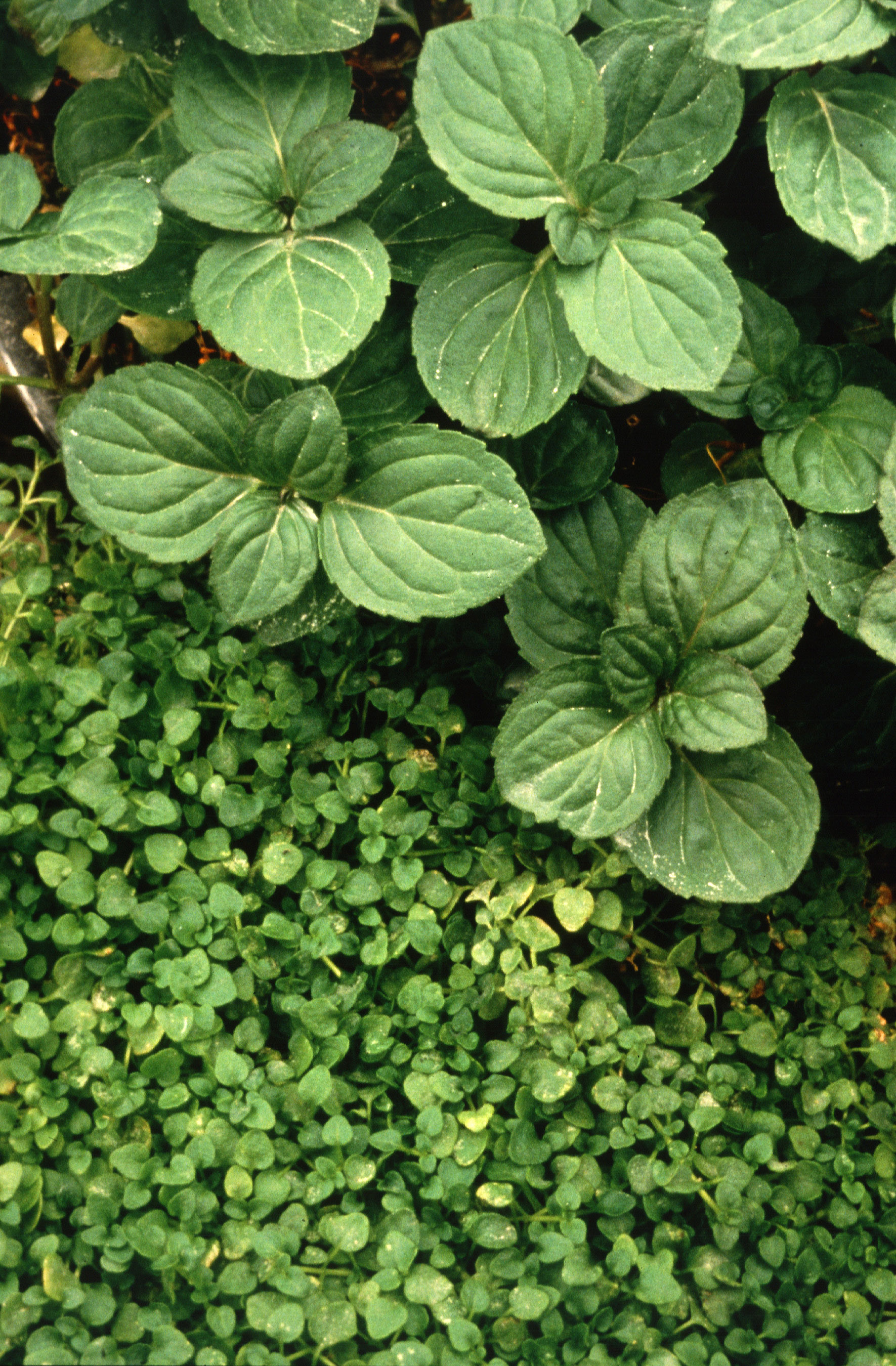
Перцева м'ята (велике листя) та корсиканська

## Етимологія
Слово «м'ята» є «словом-вандервортом», поширеним у багатьох мовах і походить від латинського mentha або menta, що, у свою чергу, має грецьке коріння — «μίνθα» (míntha), «μίνθη» (mínthē) або «μίντη» (míntē), які вживалися на позначення зеленої м’яти (Mentha spicata). У давньогрецькій міфології Мінта (або Мінфе) — німфа, яку покохав Аїд. За однією з версій міфу, з ревнощів Персефона або Деметра перетворила її на ароматну рослину. Це грецьке слово, ймовірно, має праіндоєвропейське походження, споріднене із санскритськими mantha та mathana, що також пов'язані з ароматичними рослинами.

## Опис
Трави однорічні чи багаторічні, духмяні, часто з кореневищами або зі столонами. Верхнє листя сидяче або майже сидяче, краї зубчасті, дрібнозубчасті або круглястозубчасті; приквітки від ланцетних до лінійних. Суцвіття від 2–6 до багатоквіткових. Чашечка від лійкоподібної до дзвоноподібної, 10-13-жильна, горло голе або волосисте, кінцівка однаково 5-зубчаста або 2-губна, верхня губа 3-зубчаста, нижня губа 2-зубчаста. Віночок воронкоподібний, ± рівний або майже рівний, кінцівка 4-лопатева; часточки рівні, цілі, верхня частка трохи ширша. Тичинки 4. Горішки малі, яйцюваті чи кулясті, сухі, гладенькі або злегка горбисті, верхівка округла, зрідка волосиста.

## Види

#### Поширені в Україні
- М'ята водяна (Mentha aquatica)
- М'ята польова (Mentha arvensis)
- М'ята довголиста (Mentha longifolia)
- М'ята дрібноцвіта (Mentha micrantha)
- М'ята блошина (Mentha pulegium)
- М'ята кучерява (Mentha spicata)

#### Інші види
- Mentha alaica
- Mentha atrolilacina
- Mentha australis
- Mentha canadensis
- Mentha cervina
- Mentha cunninghamii
- Mentha dahurica
- Mentha darvasica
- Mentha diemenica
- Mentha gattefossei
- Mentha grandiflora
- Mentha japonica
- Mentha laxiflora
- Mentha pamiroalaica
- Mentha requienii
- Mentha royleana
- Mentha satureioides
- Mentha suaveolens

#### Гібридні види
- М'ята перцева (Mentha x piperita)
- М'ята споріднена (Mentha × gentilis)
- М'ята кільчаста (Mentha × verticillata)

## Поширення
Представники роду поширені здебільшого в помірних областях Північної півкулі, але кілька видів — у Африці, Південно-Східній Азії й Австралазії. Ряд видів широко культивується в багатьох регіонах світу через ароматичні властивості й було розроблено багато сортів.

## Застосування

### Загальні пункти
М'яту широко використовують у харчових продуктах, в косметиці — Mentha arvensis і м'ята перцева (Mentha piperita), в фітотерапії та ароматерапії (м'ята перцева, м'ята водяна (Mentha aquatica), м'ята болотна (Mentha pulegium), та ін.) а також в фармакології (переважно настоянка м'яти перцевої). Із свіжої та висушеної трави м'яти перегонкою одержують ефірну олію, з якої одержують натуральний ментол (переважно кристалізацією при −40 °C). М'яту використовують для додання смаку їжі та напоям. Листя також є популярним інгредієнтом зубної пасти, рідини для полоскання рота, м'ятних відварів і жувальних гумок. М'ята застосовується як харчова рослина для вигодовування деяких метеликів, у тому числі метелика Spilarctia luteum.

### Користь для здоров'я
М'ята є хорошим джерелом вітамінів, зокрема жиророзчинного вітаміну А, який має вирішальне значення для здоров’я очей і бачення вночі й антиоксидантів, містить достатню кількість фосфору, кальцію, заліза, клітковини та марганцю — це корисно для покращення імунітету. Однак склад поживних речовин різний для різних сортів. 
Листя м'яти століттями використовували як засіб від проблем з травленням, таких як газоутворення, здуття живота та нетравлення. М'ята також ефективна при лікуванні нудоти та полегшенні ранкової нудоти. Дослідження на тваринах показують, що м'ятний чай може знизити артеріальний тиск. Ментол, активний інгредієнт перцевої м’яти, знаний як ефективний протинабряковий засіб, саме тому ментол широко використовують у сиропах від кашлю. Однак інші численні дослідження показують, що ментол не має протинабрякової дії, тобто ментол може просто суб’єктивно покращити носове дихання. М'ята також містить розмаринову кислоту, рослинну сполуку, також знайдену в розмарині, яка пов'язана зі зменшенням симптомів алергічних реакцій, таких як нежить, свербіж очей і астма. Запах м'яти позитивно впливає на настрій, позбавляє стресу. Дослідження показали, що олія м'яти перцевої може ефективно вбивати бактерії, у тому числі звичайні харчові бактерії кишкова паличка (E. coli), Listeria та Salmonella, Staphylococcus та бактерії, пов'язані з пневмонією. Олію перцевої м'яти традиційно використовують для полегшення болю, пов'язаного з артритом, протягом багатьох років, однак недостатньо доказів на підтримку знеболювальної дії м'яти перцевої. Потужні антибактеріальні, протигрибкові та протизапальні властивості м'яти роблять її ефективною для лікування таких проблем зі шкірою, як акне та шрами. Вважається, що олія м'яти допомагає стимулювати ріст волосся та боротися з випаданням, оскільки трава містить велику кількість каротину та антиоксидантів. Дослідження показують, що листя м'яти корисні для здоров'я мозку; різні дослідження виявили, що екстракти м'яти мають потенціал для лікування симптомів хвороби Альцгеймера, запах м'яти може покращити когнітивні функції, покращити пам'ять і підвищити пильність. Також дослідження показали, що нанесення м’яти на шкіру може допомогти полегшити біль, пов’язаний з грудним вигодовуванням. У цих дослідженнях матері, які годують груддю, наносили м’яту у різному вигляді (ефірну олію окремо або змішану з гелем чи водою) на область навколо соска після кожного годування.

### Протипоказання
У рідкісних випадках споживання м'яти може викликати алергічну реакцію. При прийманні у великих кількостях ментол у м'яті може викликати печію, нудоту, біль у животі та сухість у роті. Протипоказано вживати м'яти людям, у яких є гастроезофагеальна рефлюксна хвороба. Також не рекомендується м'ята людям із сечокам'яною хворобою. Не рекомендується м'ята людям, які приймають ліки від діабету або проблем з артеріальним тиском, оскільки деякі дослідження показують, що трава може знизити рівень цукру в крові та артеріальний тиск. Мало відомо про безпеку вживання м'ятного чаю або олії м'яти перцевої під час вагітності або годування груддю, тому цього не рекомендують робити. Не рекомендовано використовувати олію перцевої м'яти немовлятам або маленьким дітям, оскільки це може негативно вплинути на їх дихання.

## Хемотипи та головні компоненти
Найвідомішими компонентами, що зумовлюють аромат свіжої м'яти, та її використання, є ментол та ментон. У м'яті у незначній кількості міститься також терпен ментлактон.

## Інше
- На честь цього роду рослин названо астероїд 1078 Мента.